# Stazione di Monoi
La stazione di Monoi (物井駅?, Monoi-eki) è una stazione ferroviaria situata nella città di Yotsukaidō, nella prefettura di Chiba, in Giappone. La stazione è servita dalla linea principale Sōbu e dal servizio ferroviario linea Narita della JR East.

## Linee e servizi
East Japan Railway Company
■ Linea principale Sōbu
■ Linea Narita (servizio ferroviario)

## Struttura
La stazione è dotata di due marciapiedi laterali con due binari passanti in superficie, ed è inoltre presente una biglietteria presenziata .
| 1 | ■ Linea principale Sōbu ■ Linea Narita | per Sakura, Narita e Chōshi |
| 2 | ■ Linea principale Sōbu ■ Linea Narita | per Chiba e Tokyo           |

## Stazioni adiacenti
| «                             | Servizio                     | »                     |
| Linea principale Sōbu         | Linea principale Sōbu        | Linea principale Sōbu |
| Linea Narita                  | Linea Narita                 | Linea Narita          |
| ----------------------------- | ---------------------------- | --------------------- |
| Yotsukaidō                    | Locale Rapido Airport Narita | Sakura                |
| Il rapido pendolari non ferma |                              |                       |